# Махмуд-Ходжа-хан
Махмуд-Ходжа-хан (*д/н — 1431) — 3-й володар Тюменського ханства у 1428—1429 роках, правитель Булгарського улуса в 1428—1431 роках. В московських літописах відомий як Махмут-Хозя.

## Життєпис
Походив з династії Чингізидів, гілки Шибанідів. Син Каганбека, хана Золотої Орди. Про молоді роки обмаль відомостей. Після загибелі батька у 1377 року діяв спільно зі старшим братом Арабшахом. Десь у 1380-х роках отримав його частку Тюменського юрту.
У 1410-х роках протистояв Давлат-шейху, що став правителем Тюменського ханства. Воював також проти Джумадука. 1428 року після загибелі останнього став володарем Тюменського ханства.
1428 року після загибелі Барака, хана ЗолотоїОрди, спробував посісти його місце. Але програв Улуг-Мухаммеду, який невдовзі вимушен був протистояти Кічі-Мухаммеду. Втім загріпився у Середньому Надволжі та захопив Булгарський улус. Звідси здійснив напад Галич-Мерське князівство, чим змусив його правителя Юрія Дмитровича замиритися з великим князем Московським Василем II. 1429 року скориставшись тим, що Махмуд-Ходжа більшеперебував в Булгарі владу в Тюменському ханстві захопив Абулхайр. Наприкінці року Махмуд-Ходжа завдав поразки племенам кунгратів і салджиутів, що підтримували Абулхайра.
1430 року Махмуд-Ходжа втрутився у боротьбу князів Юрія Дмитровича з Василем II, здійснюючи напади на московські та рязанські землі. 1431 року виступив проти Абулхайра, але в битві на річці Тобол зазнав поразки, потрапив у полон, де був страчений разом з сином. Невдовзі за цим у Булгарському улусі запанував Абулхайр, що поставив тут своїх намісників.